# Vouzela
Vouzela és un municipi portuguès, situat al districte de Viseu, a la regió del Centre i a la subregió de Dão-Lafões. L'any 2004 tenia 11.807 habitants. Es divideixen 12 freguesias. Limita al nord amb São Pedro do Sul, a l'est amb Viseu, al sud amb Tondela i Oliveira de Frades i al sud-oest amb Águeda.

## Població
| Població del concelho de Vouzela (1849 – 2004) | Població del concelho de Vouzela (1849 – 2004) | Població del concelho de Vouzela (1849 – 2004) | Població del concelho de Vouzela (1849 – 2004) | Població del concelho de Vouzela (1849 – 2004) | Població del concelho de Vouzela (1849 – 2004) | Població del concelho de Vouzela (1849 – 2004) | Població del concelho de Vouzela (1849 – 2004) |
| ---------------------------------------------- | ---------------------------------------------- | ---------------------------------------------- | ---------------------------------------------- | ---------------------------------------------- | ---------------------------------------------- | ---------------------------------------------- | ---------------------------------------------- |
| 1849                                           | 1900                                           | 1930                                           | 1960                                           | 1981                                           | 1991                                           | 2001                                           | 2004                                           |
| 7372                                           | 14168                                          | 15164                                          | 15641                                          | 13407                                          | 12477                                          | 11916                                          | 11807                                          |

Inclou les freguesies d'Alcofra, Cambra, Campia, Carvalhal de Vermilhas, Fataunços, Figueiredo das Donas, Fornelo do Monte, Paços de Vilharigues, Queirã, São Miguel do Mato, Ventosa, Vouzela